# Campeonato de Primera D 1993-94
El Campeonato de Primera D 1993-94 fue la cuadragésima cuarta edición del torneo. Se disputó desde el 24 de julio de 1993 hasta el 26 de junio de 1994. Fue el primero en ser disputado dividido en dos fases, llamadas Torneo Apertura y Torneo Clausura.
Los nuevos participantes fueron Fénix y Ferrocarril Urquiza, que volvieron de la desafiliación, y los descendidos de la Primera C, Lugano y Victoriano Arenas.
El campeón fue Puerto Nuevo, que venció en la final entre los ganadores del Apertura y el Clausura a Cañuelas y obtuvo el primer ascenso a la Primera C. Asimismo, el ganador del Torneo reducido fue Deportivo Riestra, que consiguió el segundo ascenso.
Por último, el torneo determinó la desafiliación por una temporada de Lugano y Ferrocarril Urquiza, últimos en la tabla de promedios.

## Ascensos y descensos
| Promedio | Desafiliados de la Primera D 1992-93 |
| -------- | ------------------------------------ |
| 15.º     | Atlas                                |
| 16.º     | Sportivo Barracas                    |

| Reafiliados         |
| ------------------- |
| Fénix               |
| Ferrocarril Urquiza |

| Posición  | Ascendidos a la Primera C 1993-94 |
| --------- | --------------------------------- |
| Campeón   | Villa San Carlos                  |
| Gan. red. | Liniers                           |

| Promedio | Descendidos de la Primera C 1992-93 |
| -------- | ----------------------------------- |
| 17.º     | Lugano                              |
| 18.º     | Victoriano Arenas                   |

## Equipos
| Equipo                | Ciudad           | Estadio                                            | Capacidad  |
| --------------------- | ---------------- | -------------------------------------------------- | ---------- |
| Acassuso              | Boulogne         | La Quema                                           | 800        |
| Cañuelas              | Cañuelas         | Jorge Alfredo Arín                                 | 1500       |
| Central Ballester     | José León Suárez | Central Ballester                                  | 500        |
| Centro Español        | Haedo            | Ricardo Puga                                       | 2500       |
| Deportivo Riestra     | Buenos Aires     | Guillermo Laza                                     | 3000       |
| Fénix                 | Buenos Aires     | Guillermo Laza                                     | 3000       |
| Ferrocarril Urquiza   | Villa Lynch      | Monumental de Villa Lynch                          | 1000       |
| General Lamadrid      | Buenos Aires     | Enrique Sexto                                      | 3500       |
| Justo José de Urquiza | Loma Hermosa     | Monumental de Villa Lynch                          | 1000       |
| Lugano                | Tapiales         | José María Moraños                                 | 1500       |
| Muñiz                 | Muñiz            | Franco Muggeri                                     | 3200       |
| Puerto Nuevo          | Campana          | El Coliseo de Mitre y Puccini Municipal de Campana | 11.250 500 |
| Sacachispas           | Buenos Aires     | Roberto Larrosa                                    | 4000       |
| San Martín            | Burzaco          | Francisco Boga                                     | 5000       |
| Victoriano Arenas     | Valentín Alsina  | Saturnino Moure                                    | 1500       |
| Yupanqui              | Buenos Aires     | Delfín Edmundo Benítez                             | 500        |

| 1. 2. 3. 4. 5. |

### Distribución geográfica de los equipos
| Región                                   | Cant. | Equipos |
| ---------------------------------------- | ----- | --- |
| Conurbano bonaerense                     | 9     | Acassuso, Central Ballester, Centro Español, Ferrocarril Urquiza, Justo José de Urquiza, Lugano, Muñiz, San Martín (B) y Victoriano Arenas |
| Ciudad de Buenos Aires                   | 5     | Deportivo Riestra, Fénix, General Lamadrid, Sacachispas y Yupanqui                                                                         |
| Interior de la provincia de Buenos Aires | 2     | Cañuelas y Puerto Nuevo |

## Formato

### Competición
Se disputaron dos torneos: Apertura y Clausura. En cada uno de ellos, los 16 equipos se enfrentaron todos contra todos. Ambos se jugaron a una sola rueda. Los partidos disputados en el Torneo Clausura representaron los desquites de los del Torneo Apertura, invirtiendo la localía. Si el ganador de ambas fases fuera el mismo equipo, sería el campeón. En cambio, si los ganadores del Apertura y el Clausura fueran dos equipos distintos disputarían una final a dos partidos para determinarlo. El perdedor de la final, por su parte, clasificaría al Torneo reducido.
Por otro lado, los siete u ocho equipos que, al finalizar la disputa, ocuparan los primeros puestos de la tabla general de la temporada (excluyendo al o a los ganadores de cada fase) clasificarían al Torneo reducido, junto al perdedor de la final por el primer ascenso, si la hubiera. 

### Ascensos
El campeón obtuvo el primer ascenso a la Primera C y el ganador del Torneo reducido logró el segundo.

### Descensos
Al final de la temporada, los dos equipos con peor promedio fueron suspendidos en su afiliación por un año.

## Torneo Apertura

### Tabla de posiciones final
| Pos. | Equipo              | Pts. | PJ | PG | PE | PP | GF | GC | Dif. |
| ---- | ------------------- | ---- | -- | -- | -- | -- | -- | -- | ---- |
| 1.º  | Puerto Nuevo        | 25   | 15 | 10 | 5  | 0  | 31 | 10 | 21   |
| 2.º  | Cañuelas            | 24   | 15 | 10 | 4  | 1  | 40 | 12 | 28   |
| 3.º  | Deportivo Riestra   | 24   | 15 | 10 | 4  | 1  | 28 | 9  | 19   |
| 4.º  | San Martín (B)      | 20   | 15 | 7  | 6  | 2  | 21 | 10 | 11   |
| 5.º  | Victoriano Arenas   | 18   | 15 | 6  | 6  | 3  | 29 | 15 | 14   |
| 6.º  | Acassuso            | 18   | 15 | 8  | 2  | 5  | 25 | 14 | 11   |
| 7.º  | J.J. de Urquiza     | 15   | 15 | 5  | 5  | 5  | 15 | 20 | −5   |
| 8.º  | Centro Español      | 14   | 15 | 6  | 2  | 7  | 26 | 26 | 0    |
| 9.º  | Sacachispas         | 13   | 15 | 5  | 3  | 7  | 18 | 21 | −3   |
| 10.º | General Lamadrid    | 13   | 15 | 5  | 3  | 7  | 15 | 18 | −3   |
| 11.º | Yupanqui            | 12   | 15 | 1  | 10 | 4  | 14 | 22 | −8   |
| 12.º | Fénix               | 12   | 15 | 4  | 4  | 7  | 18 | 33 | −15  |
| 13.º | Lugano              | 10   | 15 | 3  | 4  | 8  | 12 | 24 | −12  |
| 14.º | Central Ballester   | 8    | 15 | 2  | 4  | 9  | 17 | 26 | −9   |
| 15.º | Ferrocarril Urquiza | 8    | 15 | 2  | 4  | 9  | 9  | 28 | −19  |
| 16.º | Muñiz               | 6    | 15 | 1  | 4  | 10 | 6  | 36 | −30  |

|  | Clasificado a la final por el título. |

## Torneo Clausura

### Tabla de posiciones final
| Pos. | Equipo              | Pts. | PJ | PG | PE | PP | GF | GC | Dif. |
| ---- | ------------------- | ---- | -- | -- | -- | -- | -- | -- | ---- |
| 1.º  | Cañuelas            | 25   | 15 | 10 | 5  | 0  | 31 | 10 | 21   |
| 2.º  | San Martín (B)      | 24   | 15 | 10 | 4  | 1  | 40 | 12 | 28   |
| 3.º  | Deportivo Riestra   | 24   | 15 | 10 | 4  | 1  | 28 | 9  | 19   |
| 4.º  | Puerto Nuevo        | 20   | 15 | 7  | 6  | 2  | 21 | 10 | 11   |
| 5.º  | Victoriano Arenas   | 18   | 15 | 6  | 6  | 3  | 29 | 15 | 14   |
| 6.º  | General Lamadrid    | 18   | 15 | 8  | 2  | 5  | 25 | 14 | 11   |
| 7.º  | Central Ballester   | 15   | 15 | 5  | 5  | 5  | 15 | 20 | −5   |
| 8.º  | Acassuso            | 14   | 15 | 6  | 2  | 7  | 26 | 26 | 0    |
| 9.º  | Centro Español      | 13   | 15 | 5  | 3  | 7  | 18 | 21 | −3   |
| 10.º | Sacachispas         | 13   | 15 | 5  | 3  | 7  | 15 | 18 | −3   |
| 11.º | Yupanqui            | 12   | 15 | 1  | 10 | 4  | 14 | 22 | −8   |
| 12.º | Lugano              | 12   | 15 | 4  | 4  | 7  | 18 | 33 | −15  |
| 13.º | J.J. de Urquiza     | 10   | 15 | 3  | 4  | 8  | 12 | 24 | −12  |
| 14.º | Fénix               | 8    | 15 | 2  | 4  | 9  | 17 | 26 | −9   |
| 15.º | Muñiz               | 8    | 15 | 2  | 4  | 9  | 9  | 28 | −19  |
| 16.º | Ferrocarril Urquiza | 6    | 15 | 1  | 4  | 10 | 6  | 36 | −30  |

|  | Clasificado a la final por el título. |

## Final por el campeonato
Fue disputada por los ganadores de los torneos Apertura y Clausura, Puerto Nuevo y Cañuelas, respectivamente. El ganador se consagró campeón y obtuvo el primer ascenso a la Primera C.
| Puerto Nuevo | 1 - 1 | Cañuelas     | Villa Dálmine       | 30 de abril |
| Cañuelas     | 1 - 4 | Puerto Nuevo | Ciudad de Laferrere | 8 de mayo   |

## Tabla de posiciones general de la temporada
| Pos. | Equipo              | Pts. | PJ | PG | PE | PP | GF | GC | Dif. |
| ---- | ------------------- | ---- | -- | -- | -- | -- | -- | -- | ---- |
| 1.º  | Cañuelas            | 48   | 30 | 20 | 8  | 2  | 77 | 27 | 50   |
| 2.º  | Puerto Nuevo        | 44   | 30 | 18 | 8  | 4  | 69 | 23 | 46   |
| 3.º  | Deportivo Riestra   | 44   | 30 | 19 | 6  | 5  | 44 | 18 | 26   |
| 4.º  | San Martín (B)      | 40   | 30 | 14 | 12 | 4  | 51 | 25 | 26   |
| 5.º  | Victoriano Arenas   | 36   | 30 | 13 | 10 | 7  | 64 | 31 | 33   |
| 6.º  | Acassuso            | 33   | 30 | 15 | 3  | 12 | 54 | 39 | 15   |
| 7.º  | General Lamadrid    | 31   | 30 | 13 | 5  | 12 | 44 | 38 | 6    |
| 8.º  | Centro Español      | 29   | 30 | 12 | 5  | 13 | 52 | 52 | 0    |
| 9.º  | Sacachispas         | 28   | 30 | 11 | 6  | 13 | 38 | 41 | −3   |
| 10.º | Central Ballester   | 26   | 30 | 9  | 8  | 13 | 41 | 46 | −5   |
| 11.º | J.J. de Urquiza     | 26   | 30 | 8  | 10 | 12 | 31 | 44 | −13  |
| 12.º | Yupanqui            | 23   | 30 | 5  | 13 | 12 | 30 | 50 | −20  |
| 13.º | Fénix               | 23   | 30 | 8  | 7  | 15 | 33 | 59 | −26  |
| 14.º | Lugano              | 21   | 30 | 6  | 9  | 15 | 31 | 49 | −18  |
| 15.º | Muñiz               | 19   | 31 | 8  | 3  | 20 | 27 | 69 | −42  |
| 16.º | Ferrocarril Urquiza | 11   | 30 | 3  | 5  | 22 | 14 | 90 | −76  |

|  | Clasificado al Torneo reducido como perdedor de la final. |
|  | Campeón y primer ascendido.                               |
|  | Clasificados al Torneo reducido por el segundo ascenso.   |

## Torneo reducido

### Cuadro de desarrollo
|  | Cuartos de final  | Cuartos de final | Cuartos de final  | Cuartos de final |   |                   | Semifinales             | Semifinales             | Semifinales             | Semifinales             |  |          | Final            | Final            | Final            | Final            |  |
|  | 17 y 24 de abril  | 17 y 24 de abril | 17 y 24 de abril  | 17 y 24 de abril |   |                   | 28 de mayo y 4 de junio | 28 de mayo y 4 de junio | 28 de mayo y 4 de junio | 28 de mayo y 4 de junio |  |          | 11 y 26 de junio | 11 y 26 de junio | 11 y 26 de junio | 11 y 26 de junio |  |
|  |                   |                  |                   |                  |   |                   |                         |                         |                         |                         |  |          |                  |                  |                  |                  |  |
|  |                   |                  |                   |                  |   |                   |                         |                         |                         |                         |  |          |                  |                  |                  |                  |  |
|  | Cañuelas          | 2                | 4                 | 6                |   |                   |                         |                         |                         |                         |  |          |                  |                  |                  |                  |  |
|  | Cañuelas          | 2                | 4                 | 6                |   |                   |                         |                         |                         |                         |  |          |                  |                  |                  |                  |  |
|  | Sacachispas       | 2                | 1                 | 3                |   |                   |                         |                         |                         |                         |  |          |                  |                  |                  |                  |  |
|  | Sacachispas       | 2                | 1                 | 3                |   | Cañuelas          | 2                       | 1                       | 3                       |                         |  |          |                  |                  |                  |                  |  |
|  |                   |                  |                   |                  |   | Cañuelas          | 2                       | 1                       | 3                       |                         |  |          |                  |                  |                  |                  |  |
|  |                   |                  | Acassuso          | 0                | 2 | 2                 |                         |                         |                         |                         |  |          |                  |                  |                  |                  |  |
|  | Victoriano Arenas | 2                | Acassuso          | 0                | 2 | 2                 | 2                       | 4                       |                         |                         |  |          |                  |                  |                  |                  |  |
|  | Victoriano Arenas | 2                |                   |                  |   |                   |                         |                         |                         |                         |  |          |                  |                  |                  |                  |  |
|  | Acassuso          | 2                | 5                 | 7                |   |                   |                         |                         |                         |                         |  |          |                  |                  |                  |                  |  |
|  | Acassuso          | 2                | 5                 | 7                |   |                   |                         |                         |                         |                         |  | Cañuelas | 1                | 1                | 2                |                  |  |
|  |                   |                  |                   |                  |   |                   |                         |                         |                         |                         |  | Cañuelas | 1                | 1                | 2                |                  |  |
|  |                   |                  | Deportivo Riestra | 1                | 2 | 3                 |                         |                         |                         |                         |  |          |                  |                  |                  |                  |  |
|  | Deportivo Riestra | 0                | Deportivo Riestra | 1                | 2 | 3                 | 3                       | 3                       |                         |                         |  |          |                  |                  |                  |                  |  |
|  | Deportivo Riestra | 0                |                   |                  |   |                   |                         |                         |                         |                         |  |          |                  |                  |                  |                  |  |
|  | Centro Español    | 1                | 0                 | 1                |   |                   |                         |                         |                         |                         |  |          |                  |                  |                  |                  |  |
|  | Centro Español    | 1                | 0                 | 1                |   | Deportivo Riestra | 2                       | 5                       | 7                       |                         |  |          |                  |                  |                  |                  |  |
|  |                   |                  |                   |                  |   | Deportivo Riestra | 2                       | 5                       | 7                       |                         |  |          |                  |                  |                  |                  |  |
|  |                   |                  | General Lamadrid  | 0                | 0 | 0                 |                         |                         |                         |                         |  |          |                  |                  |                  |                  |  |
|  | San Martín (B)    | 2                | General Lamadrid  | 0                | 0 | 0                 | 0                       | 2                       |                         |                         |  |          |                  |                  |                  |                  |  |
|  | San Martín (B)    | 2                |                   |                  |   |                   |                         |                         |                         |                         |  |          |                  |                  |                  |                  |  |
|  | General Lamadrid  | 1                | 2                 | 3                |   |                   |                         |                         |                         |                         |  |          |                  |                  |                  |                  |  |
|  | General Lamadrid  | 1                | 2                 | 3                |   |                   |                         |                         |                         |                         |  |          |                  |                  |                  |                  |  |
|  |                   |                  |                   |                  |   |                   |                         |                         |                         |                         |  |          |                  |                  |                  |                  |  |

- Nota: En cada llave, el equipo que ocupa la primera línea es el que definió la serie como local y tuvo ventaja deportiva.

## Tabla de descenso
| Pos  | Equipo              | PJ | 1991-92 | 1992-93 | 1993-94 | Pts | Promedio |
| ---- | ------------------- | -- | ------- | ------- | ------- | --- | -------- |
| 1.º  | Deportivo Riestra   | 47 | 34      | 44      | 125     | 98  | 1,276    |
| 2.º  | San Martín (B)      | 47 | 38      | 40      | 125     | 98  | 1,276    |
| 3.º  | Puerto Nuevo        | 43 | 34      | 44      | 121     | 98  | 1,235    |
| 4.º  | Victoriano Arenas   | -  | -       | 36      | 36      | 30  | 1,200    |
| 5.º  | Cañuelas            | 31 | 32      | 48      | 111     | 98  | 1,133    |
| 6.º  | Central Ballester   | 43 | 39      | 26      | 108     | 98  | 1,102    |
| 7.º  | Acassuso            | 29 | 42      | 33      | 104     | 98  | 1,061    |
| 8.º  | Centro Español      | 35 | 25      | 29      | 89      | 98  | 0,908    |
| 9.º  | Yupanqui            | 34 | 28      | 23      | 85      | 98  | 0,878    |
| 10.º | Muñiz               | -  | 34      | 17      | 51      | 60  | 0,850    |
| 11.º | General Lamadrid    | 21 | 31      | 31      | 83      | 98  | 0,847    |
| 12.º | Fénix               | -  | -       | 23      | 23      | 30  | 0,767    |
| 13.º | J.J. de Urquiza     | 27 | 21      | 26      | 74      | 98  | 0,755    |
| 14.º | Sacachispas         | 29 | 16      | 28      | 73      | 98  | 0,745    |
| 15.º | Lugano              | -  | -       | 21      | 21      | 30  | 0,700    |
| 16.º | Ferrocarril Urquiza | -  | -       | 11      | 11      | 30  | 0,367    |

|  | Desafiliado por una temporada. |